# 卡什提里亚什四世
卡什提里亚什四世（英語：Kashtiliashu IV，约公元前1232年—约公元前1225年在位），加喜特国王，承袭沙噶拉克提·舒瑞亚什之位，尽管其统治短暂，仍有百余部相关的经济文献传世至今。他统治时期曾經与亚述发生矛盾冲突，并遭到后者废黜。